# Reis om de Wereld in 80 Dagen (bordspel)
Reis om de Wereld in 80 Dagen (originele titel: In 80 Tagen um die Welt) is een bordspel gebaseerd op het gelijknamige boek De reis om de wereld in tachtig dagen van Jules Verne. Het spel werd in 2004 op de markt gebracht door Kosmos en in 2007 in het Nederlands door University Games.
Doel van het spel is om zo snel mogelijk met de mogelijke vervoersmiddelen rond de wereld te reizen. De spelers beginnen hierbij in Londen en dat is tevens het eindpunt.
Het bordspel werd genomineerd voor Spiel des Jahres 2005 en eindigde op de zesde plaats bij de Deutscher Spiele Preis 2005.